# 로버트 F. 리온스
로버트 F. 라이언스(Robert F. Lyons, 1939년 10월 17일 ~ )는 미국의 배우이다.
올버니에서 태어났다.

## 출연 작품
- 버닝데드:좀비의섬 (2015년)
- 피치 플럼 페어 (2011년) - 행크 역
- 컷 오프 (2006년)
- 테이킹 차즈 (2005년)
- 오메가 코드 (1999년)
- 크래쉬 다이브 2 - 카운터 메저 (1997년)
- 엑시트 인 레드 (1996년)
- 리퍼 맨 (1995년)
- 드래곤 게이트 (1994년)
- 플래툰 리더 (1988년)
- 형사 머피 (1986년)
- 엔젤 2 (1985년)
- 5인의 특공대 (1985년)
- 은반 위의 기적 (1981년)
- 다크 나잇 오브 더 스케어크라우 (1981년)
- 암흑가의 혈투 (1981년)
- 데스 위시 2 (1981년)
- 딜링 (1972년)
- 슛 아웃 (1971년)
- 갈등 (1970년)
- 펜듈럼 (1969년)

### 텔레비전
- 두 얼굴의 사나이 - 시리즈 (1978년)
- 크리미널 마인드 (2005년)
- 로스웰 시즌1 (1999년)
- 닥터 게논 (1969년)
- 우리 생애 나날들 (1965년)
- FBI (1965년)